# ONE LOVE/A LONG JOURNEY
『ONE LOVE/A LONG JOURNEY』（ワン・ラブ/ア・ロング・ジャーニー）は、日本のバンド、HΛLの7枚目のシングルである。

## 解説
- 2002年8月16日にavex traxよりリリースされた、HΛLのバンドとしての最後のシングルである。この2曲のプロモーション・ビデオは映像作品『ONE』とベスト・アルバム『SINGLES』（+DVDバージョン）に含まれている。
- 1stアルバムの表題曲「Violation of the rules」のリミックスも収録。
- 7月1日、某スタジオにてジャケット撮影が行われた。2ndアルバム「As long as you love me」、DVD「ONE」のジャケット撮影も同日行われた。 [1]
- 7月7日、都内某スタジオで「ONE LOVE」のミュージックビデオの撮影が行われた。 [2]

## 収録曲
全曲作詞：HΛLNA / 作曲：佐藤あつし / 編曲：HΛL
1. ONE LOVE
TX系『ハマラジャ』エンディング・テーマ
2. A LONG JOURNEY
ANB系『内村プロデュース』エンディング・テーマ
3. Violation of the rules〜HΛL's MIX 2002
4. ONE LOVE(TV MIX)
5. A LONG JOURNEY(TV MIX)